# Южен синьоезичен сцинк
Южният синьоезичен сцинк (Tiliqua nigrolutea) е вид влечуго от семейство Сцинкови (Scincidae).

## Разпространение и местообитание
Видът е ендемичен за Югоизточна Австралия. Среща се във Виктория, Тасмания, Южна Австралия, Нов Южен Уелс и Австралийската столична територия.
Обикновено се появява в началото на пролетта, когато е сезонът им на чифтосване. Обитава мокри и сухи планински гори и крайбрежни ивици.

## Описание
Южният синьоезичен сцинк е сравнително голям гущер със здраво тяло и относително къси крайници. Оцветяването му варира според географското разпространение, като две различни форми са признати от някои херпетолози – низинна и планинска. Низинната форма обикновено има нюанси на сиво или кафяво с по-бледо сребристо до кафяво оцветени петна по гърба, които са в контраст с околните по-тъмни зони. Планинската форма обикновено е по-тъмна, дори черна, което осигурява силен контраст с много по-бледо кремаво или по-ярко оцветените розови или оранжеви петна. И двете форми имат син език.
Гущерът е с дължина около 35 – 50 см.
Опашката може да бъде откъсната (автотомия), когато животното е хванато от хищник, но това е много по-малко вероятно в сравнение с повечето други членове на семейство сцинкове.

## Хранене
Това е всеядно животно с диета, състояща се от различни видове насекоми, охлюви, мърша, диви цветя, местни плодове и друга растителност, а понякога и малки гръбначни като мишки или други гризачи.

## Размножаване
Те са живородни. Малките обикновено се раждат през есента, след относително дълъг период на бременност. Живеят до около 30 години.